# Enicospilus bresmus
Enicospilus bresmus là một loài tò vò trong họ Ichneumonidae.